# Katharina Tanzer
Katharina Tanzer (Scheibbs, 26 de julio de 1995) es una deportista austríaca que compite en judo.
En los Juegos Europeos de Minsk 2019 consiguió una medalla de bronce en la prueba de equipo mixto. Además, ha ganado dos medallas en el Grand Slam, plata en 2021 y bronce en 2022.

## Palmarés internacional
| Juegos Europeos | Juegos Europeos     | Juegos Europeos   | Juegos Europeos |
| Año             | Lugar               | Medalla           | Categoría       |
| --------------- | ------------------- | ----------------- | --------------- |
| 2019            | Minsk (Bielorrusia) | Medalla de bronce | Equipo mixto    |